# Municipio de Aculco

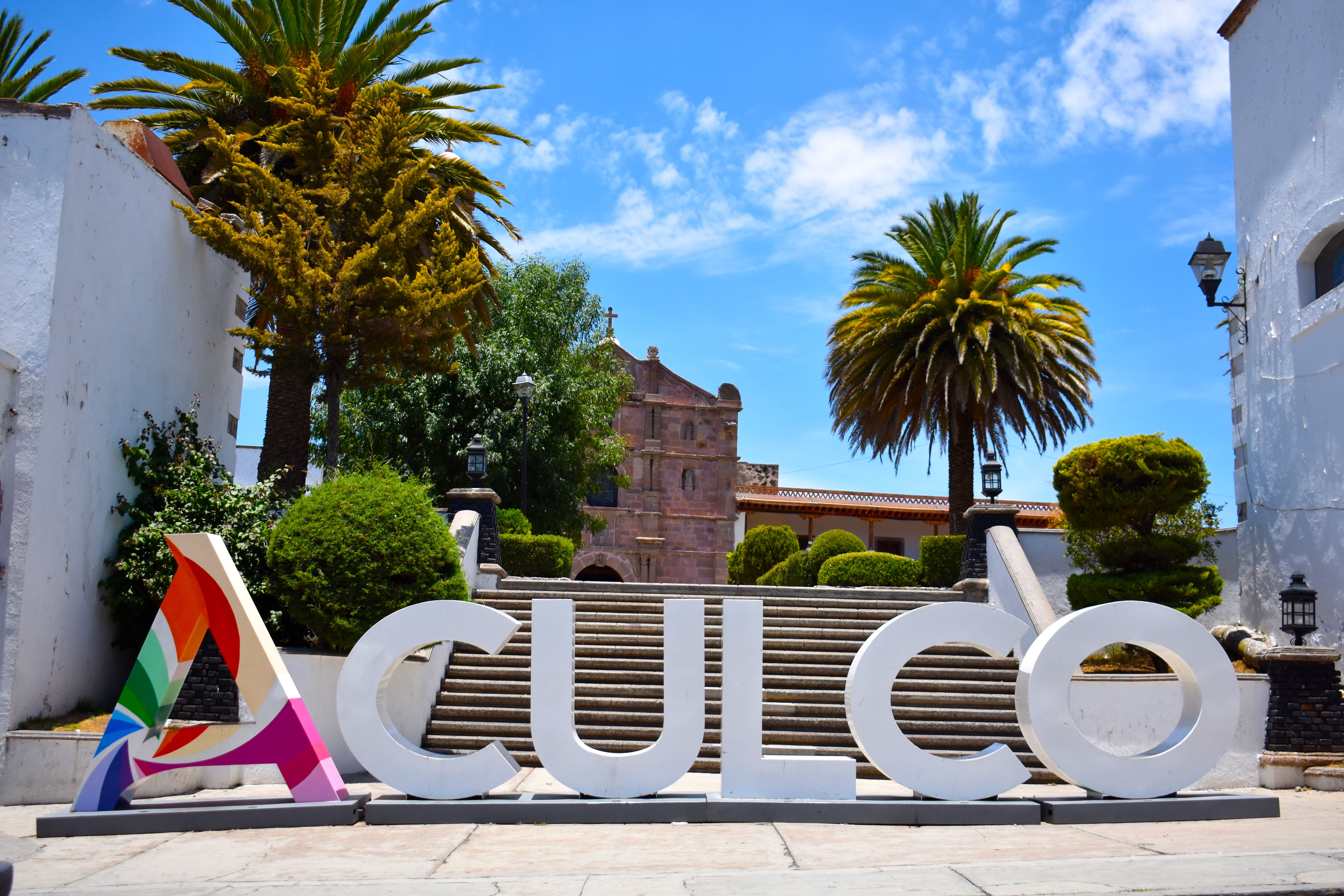
Aculco Pueblo Mágico.

El municipio de Aculco es uno de los 125 municipios del Estado de México, México. Se ubica en el altiplano mexicano, a una hora por carretera de Ciudad de México; forma parte del Estado de México y su cabecera municipal lleva el nombre oficial de Aculco de Espinoza (antes San Jerónimo Aculco). Pertenece a la región de Jilotepec y se ubica en la parte noroccidental del Estado, limítrofe con el Estado de Querétaro. La cabecera municipal se halla geográficamente entre los paralelos 20°6′ de latitud norte y los 99°50′ de longitud oeste del meridiano de Greenwich. La altitud de la cabecera del municipio alcanza 2.440 m s. n. m.
La municipalidad tiene una superficie de 465,7 km². Colinda el municipio al norte con el de Polotitlán y al oeste y al norte con el Estado de Querétaro; al sur con los municipios de Acambay y Timilpan, y al este con el de Jilotepec. Es uno de los dieciséis municipios de Región Atlacomulco y uno de los que integran el Valle del Mezquital.

## Toponimia
El topónimo Aculco proviene de la lengua náhuatl y significa "en el agua torcida"; esto es, donde el cauce de un río da vueltas muy pronunciadas. Sin embargo, José Sánchez dice que la palabra Aculco significa "en el lugar en que tuerce el agua".
Aculco, acolco o acocolco es una palabra de origen nahuatl en virtud de que los aztecas dominaron a los otomíes, quienes habitaban la región y cuya aún es dominante en varias comunidades, a pesar del constante mestizaje. Se compone de las voces “atl” (agua), "coltic" (torcido o curvo), y "co" (en o lugar): lugar donde el agua tuerce o "lugar donde el agua hace una curva".
En lengua otomí, aculco se pronuncia n’dome, que significa “dos aguas”, lo cual puede ser cierto ya que en el subsuelo de la cabecera municipal están dos corrientes de agua, con la salida hacia oriente; hacia el centro y el occidente de la población el agua es potable. El glifo del municipio representa un chorro de agua con una fuerte curvatura salpicando gotas y caracoles.

## Historia
El pueblo de Aculco fue fundado alrededor del año 1.110 d. C. por los otomíes, gran cultura indígena que habitó en el centro de México, no obstante su nombre proviene de la lengua náhuatl.
Después de haber sido un pueblo habitado por los otomíes durante mucho tiempo, pasó a ser una región dominada por los mexicas o aztecas, quienes moraron en ella muchos años antes de la fundación de la ciudad de México-Tenochtitlán. Aculco fue avasallada y sujeta al reino de Tlacopan por la Triple Alianza (Tenochtitlán-Tlacopan-Texcoco), durante el reinado de Moctezuma I Lhuicamina (1440 a 1469).
En 1540, poco tiempo después de la conquista de México por el Corona Española, se construyó la parroquia del poblado y el convento de San Jerónimo; ambas construcciones son emblema de la población y el municipio.
Aculco es conocido como el poblado donde los insurgentes mexicanos sufrieron su primera derrota de importancia durante la guerra de independencia, en noviembre de 1810. En esta población se llevó a cabo un combate entre realistas e insurgentes en la cual el poder de artillería de los realistas logró aplacar las disminuidas tropas insurgentes, debido a la cruenta Batalla del Monte de las Cruces, en octubre de ese mismo año.
El 19 de febrero de 1825, una vez consumada la Independencia de México, Aculco alcanzó el rango de municipio.
En el centro de la cabecera de Aculco puedes encontrar muy cerca de la presidencia municipal la casa de doña Mariana Legorreta, cuñada de José Rafael Polo, en que durmió Miguel Hidalgo una noche durante su estancia por este lugar y aunque sea difícil de creer se conserva en buen estado. Se dice que el 8 de noviembre de 1810, el cura Hidalgo celebró la misa en el emblemático árbol, conocido por la comunidad como Palo Bendito, en acción de gracias por conservar la vida, después de tan cruenta batalla.
Aculco es declarado Pueblo Mágico con fecha 25 de septiembre de 2015.

## Geografía
Tiene una superficie de 465,7 kilómetros cuadrados, lo que representa el 2,18% del total estatal.

### Orografía
El territorio del municipio coincide con la terminación del sistema montañoso del norte del Estado, cuya última manifestación es la sierra de San Andrés Timilpan, la cual pasa por Acambay, extendiéndose al norte y acentuándose en el importante cerro El Ñadó, que termina en el principio de los valles del Estado de Querétaro, destacando algunos lomeríos y cerros; entre ellos se forman pequeñas cañadas por donde corre el cauce de los ríos de temporal. Sobresale entre los cerros El Ñadó que tiene una espectacular peña que le dota de un carácter imponente y majestuoso. Cerca de él hay otra cima más alta llamada El Picacho o El Pelón, y que alcanza una altura de 3.420 m s. n. m.

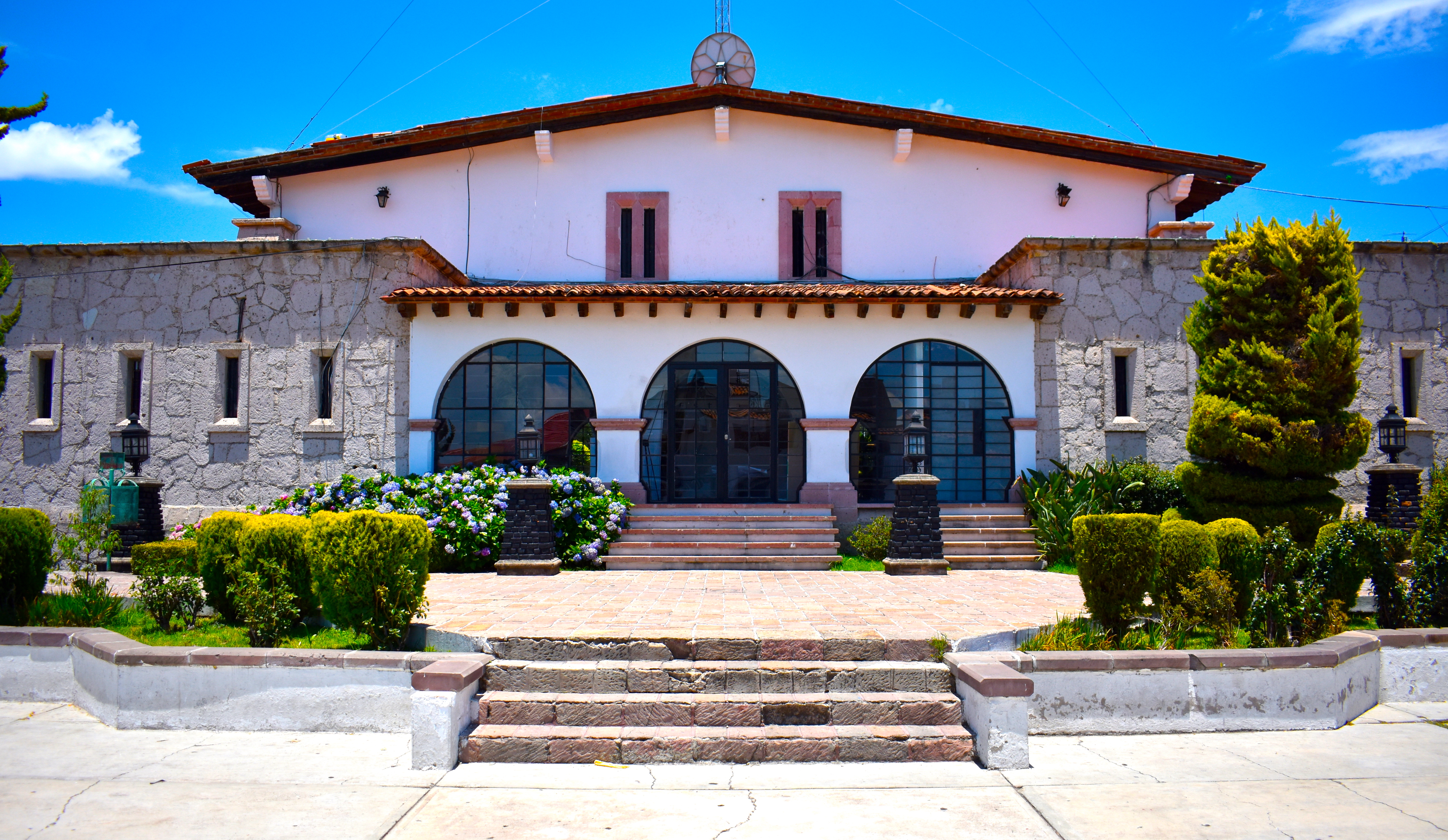
Palacio municipal

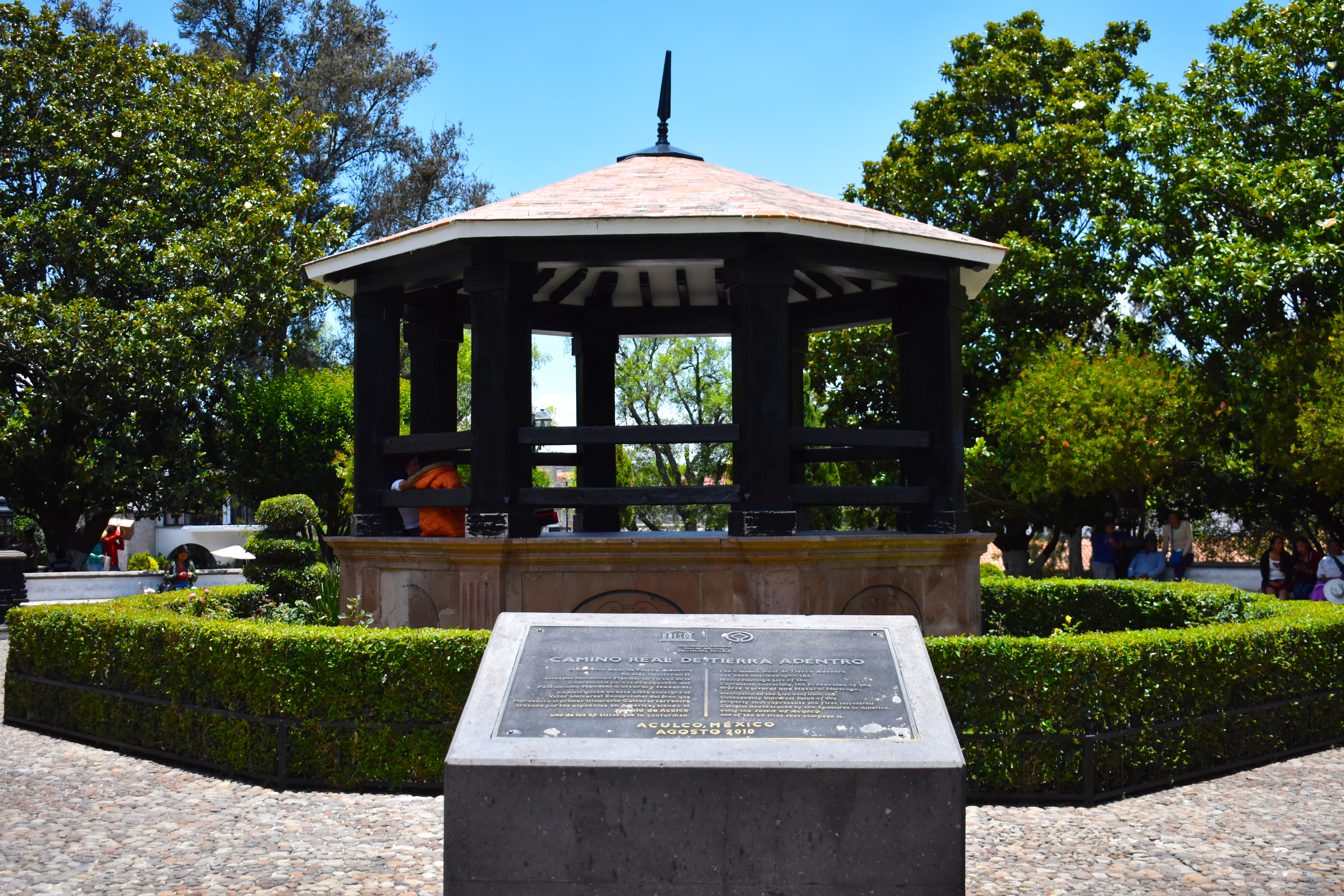
Kiosco en la cabecera municipal

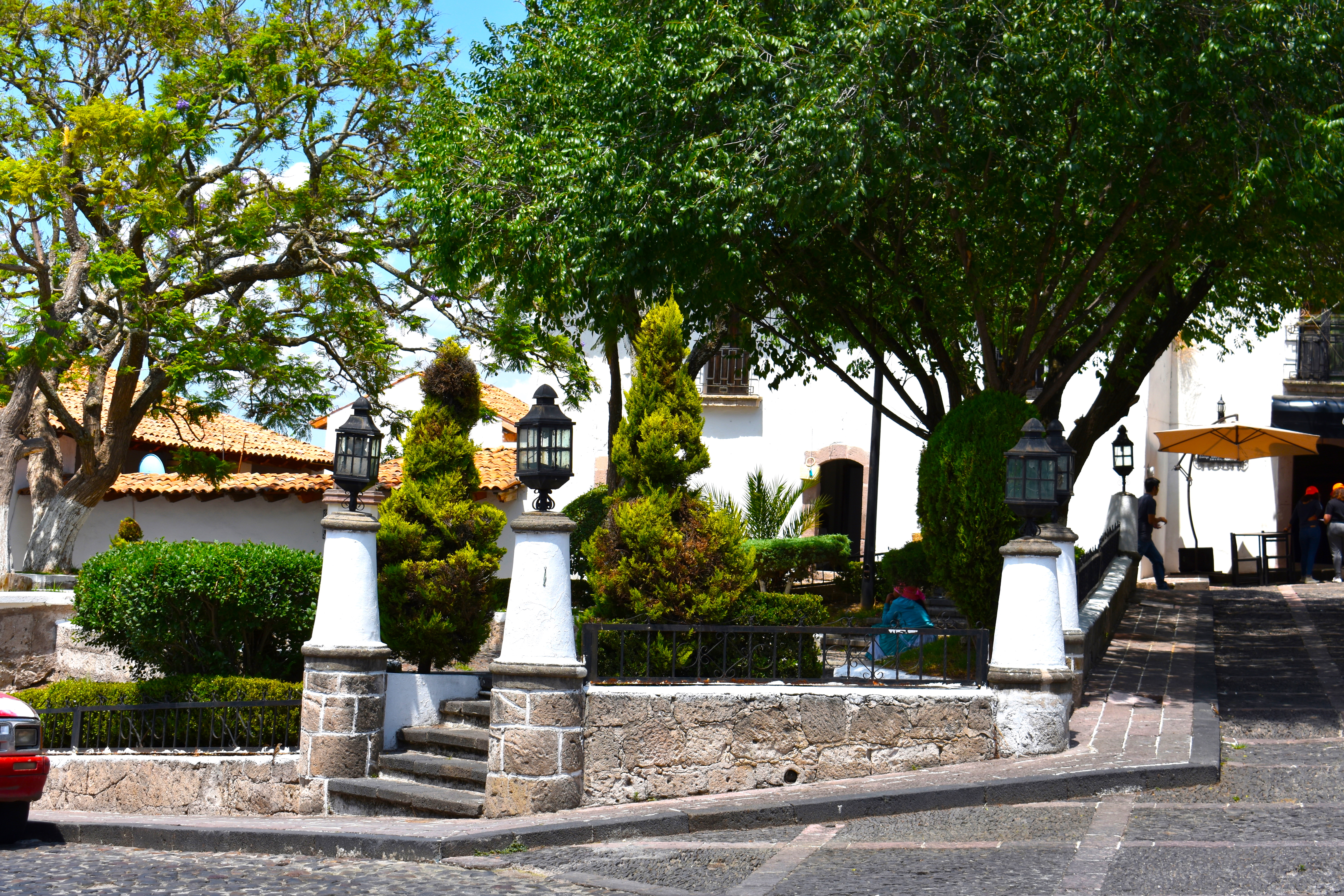
Parque en la cabecera municipal

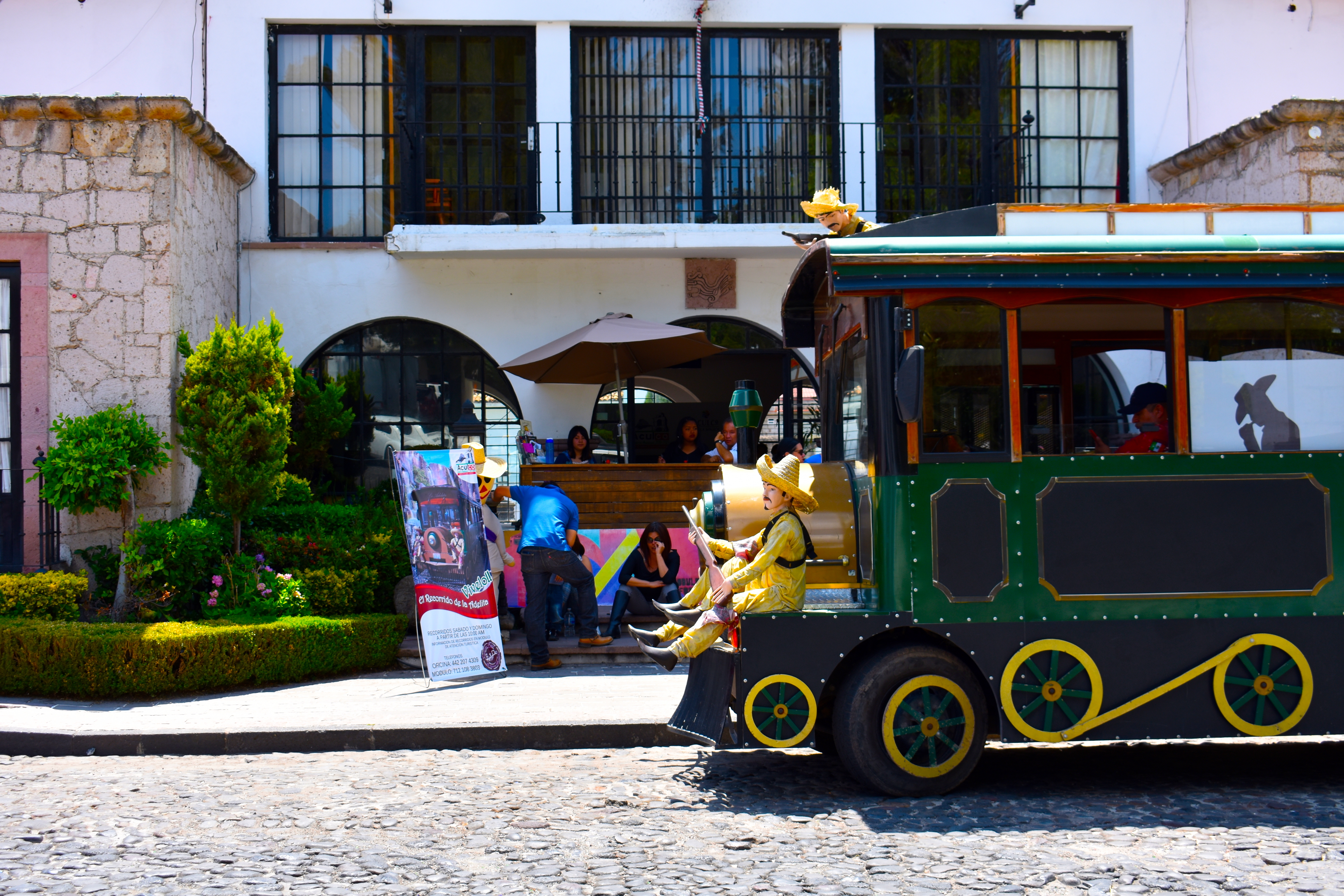
Vista frontal del palacio municipal

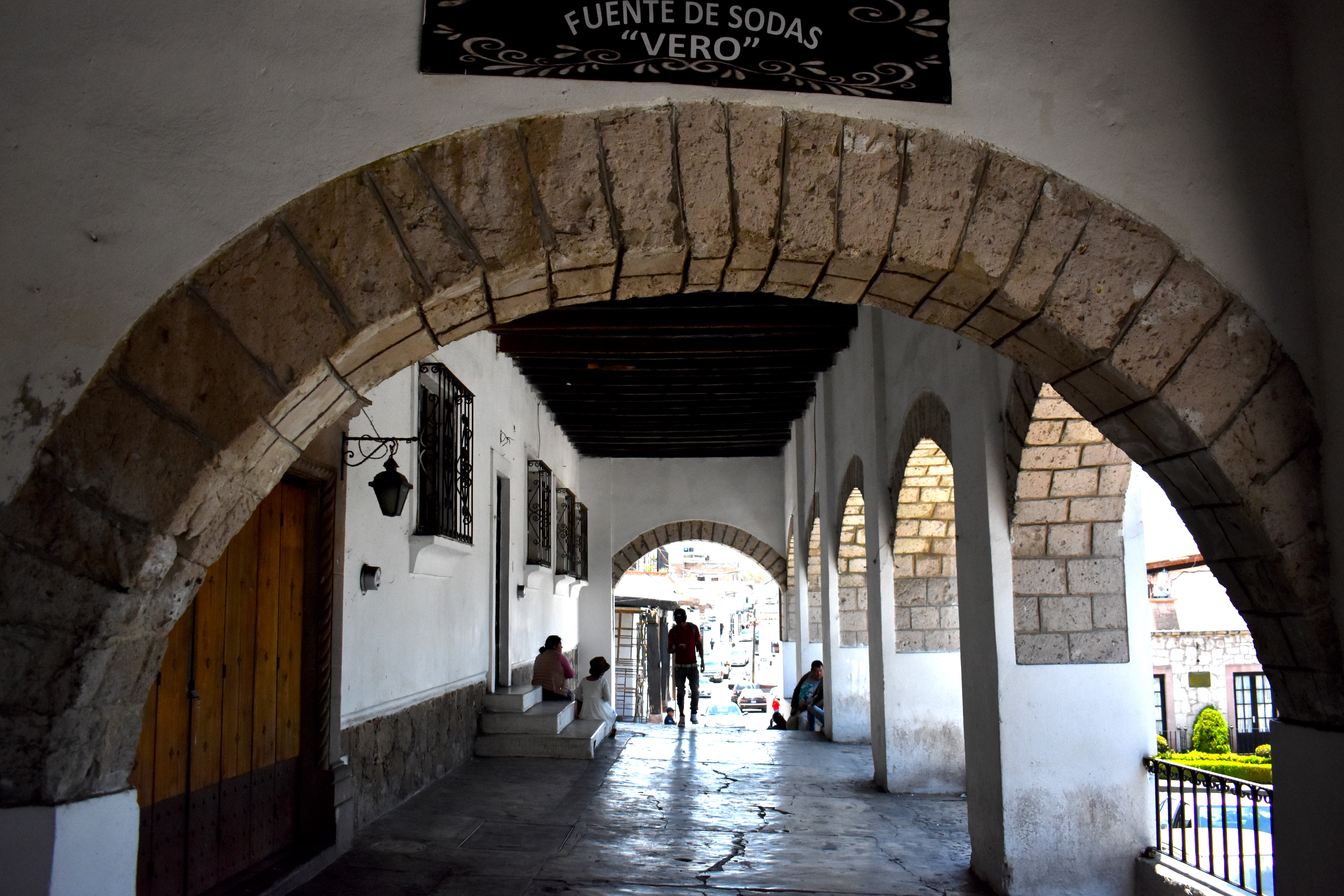
Arcos corredores alrededor de la cabecera municipal.

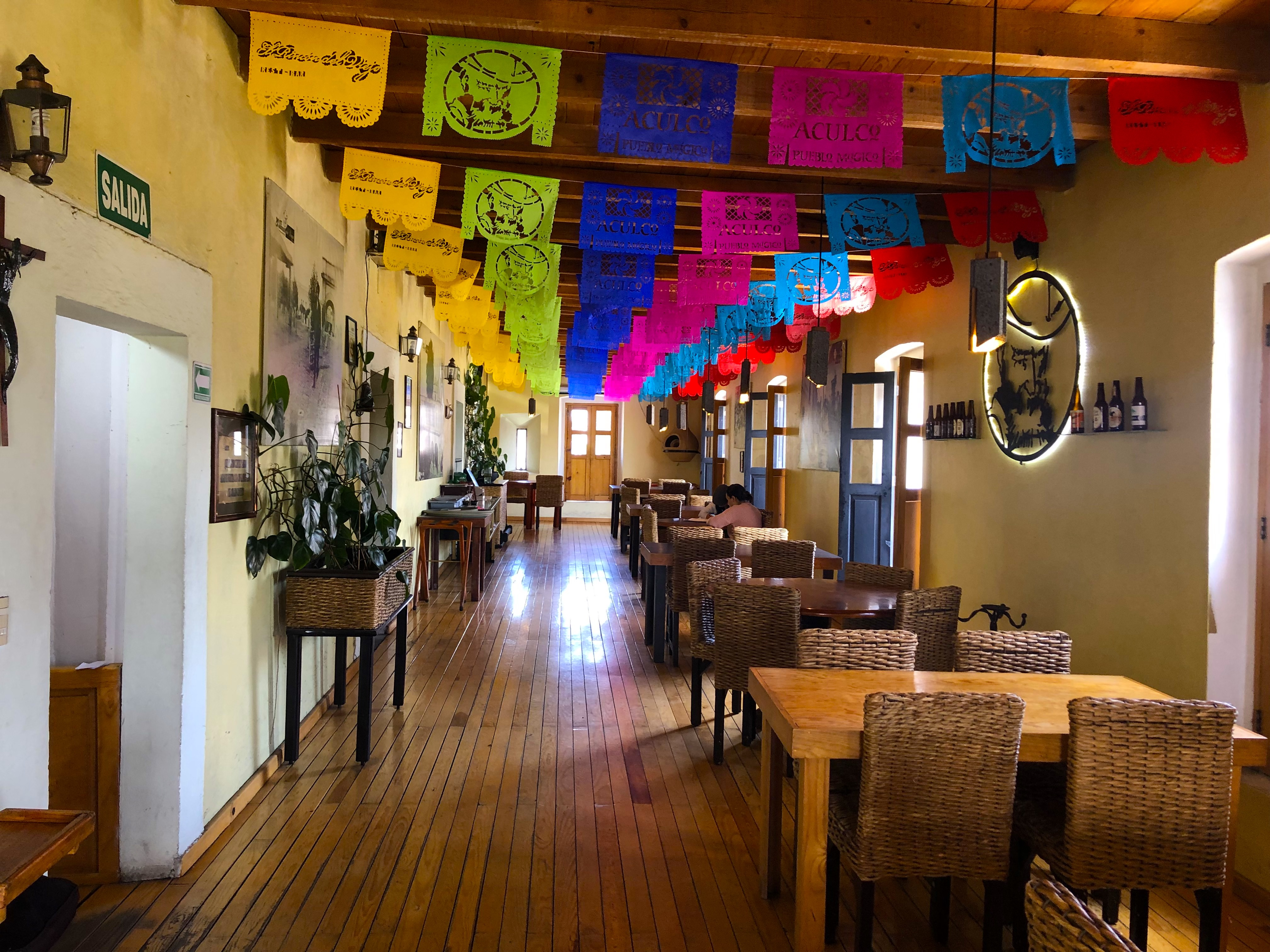
Restaurante típico del municipio de Aculco.

Los sistemas de cerros son dos. Uno corre de norte a sur ubicado en la cabecera municipal y cargado al oriente del municipio casi paralelo a la autopista México-Querétaro, formados por los cerros como El Pilón, Santa Rosa, Durica, El Comal y Boxin. El otro se destaca de oriente a poniente y se ubica en una línea casi paralela a la carretera del entronque a la autopista Aculco iniciando con el cerro el Rosal, continúa con el Camacho, la Cruz, el Comal, el Chapala, la Herradura, Tixhiñú, la Chiapaneca y termina en la montaña en los picos (El Gallo, el Peñón y Ñadó).

### Hidrografía

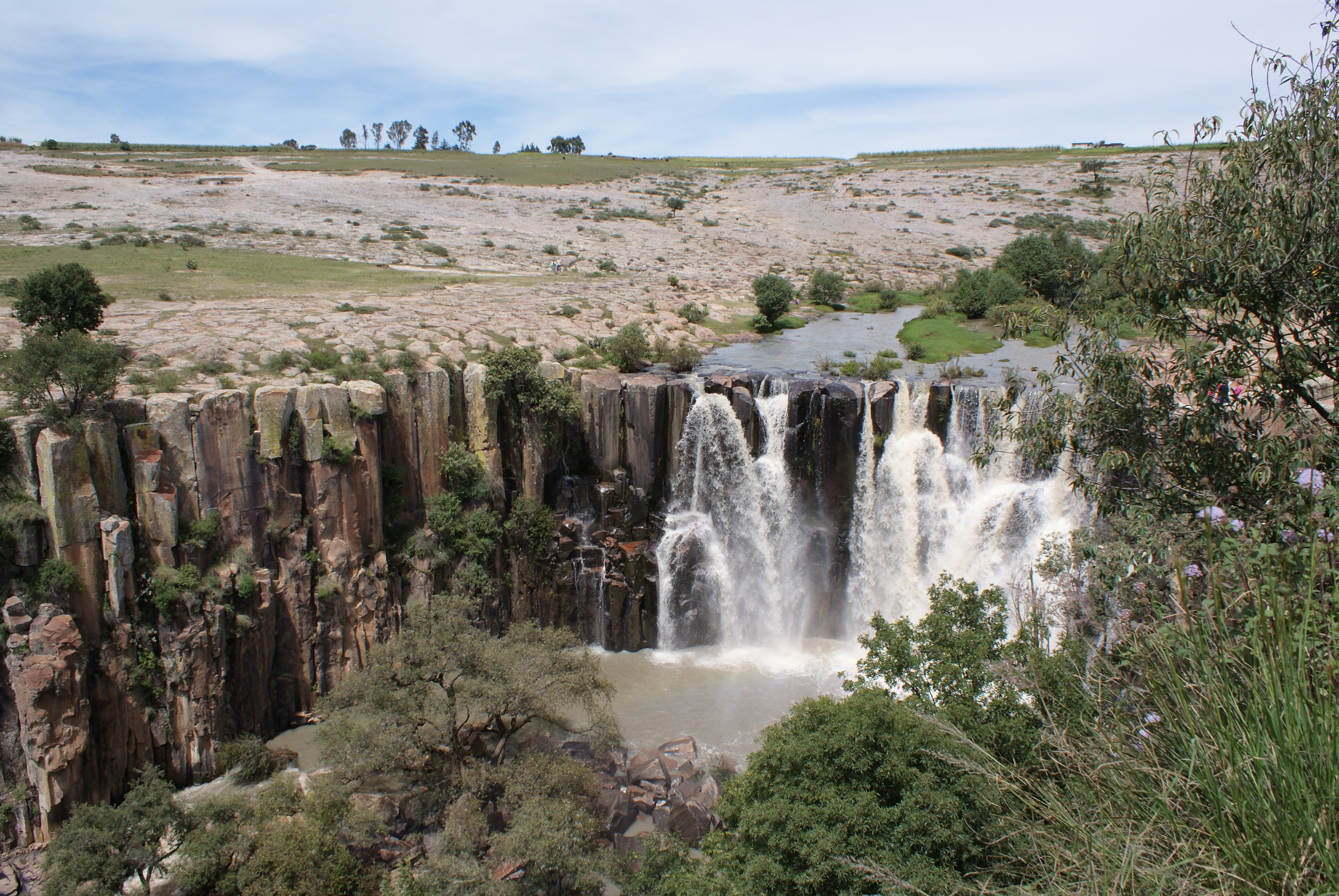
Cascada del Río Moctezuma.

La zona del municipio de Aculco pertenece a la cuenca del río Moctezuma, en la cual existen dos microcuencas, la más grande es la del Río Ñadó, siendo la otra es la del río Prieto, que se interna en Querétaro. La segunda cuenca la componen los arroyos Zarco y Taxto. Y la tercera cuenca la compone un río pequeño llamado río Turco.
Tiene presas de importancia como El Molino, San Antonio Chapala, Taxhingú, Los Ailes, La Cofradía, Los Cerritos, La Nueva, Ñadó y Huapango. También cuenta con los siguientes manantiales: Las Fuentes, Los Peritos I y II, Toluquilla, Los Chorritos I y II, El Pocito, El Ahuehuete, La Atarjea, El Sáuz, El Baño y El Aile, y con algunos pozos profundos.

### Clima
Su región está considerada como una zona de clima semifrío, subhúmedo con lluvias en verano, sin estación invernal bien definida. La temperatura media anual es de 13,2 °C teniendo las más bajas por los meses de noviembre a febrero y que llegan a ser menores a cero, ocasionando heladas.
La temporada de lluvias se inicia a finales de marzo o principios de abril, durando hasta octubre o noviembre. Su precipitación pluvial promedio anual es de 699,6 milímetros.

### Flora
La clasificación de la flora silvestre en Aculco es la siguiente: flores de azucena, gladiola, dalia, alcatraz, tuberosa, ayapando, hortensia, begonia, ala de ángel, chimos, huele de noche, geranio, camelia, margarita, clavel, heliotropo, capa de oro, madre selva, hiedra y hoja elegante.
Bosques de: encino, ocote, madroño, pino, aile, sauce, capulín, álamo, fresno, eucalipto y casuarina.
Flora con propiedades medicinales: santa maría, árnica, manzanilla, gordolobo, yerbabuena, malva, pesthú, borraja, cedrón, simonillo, ruda, hinojo, toloache, apio, ajenjo, epazote y romero.

### Fauna

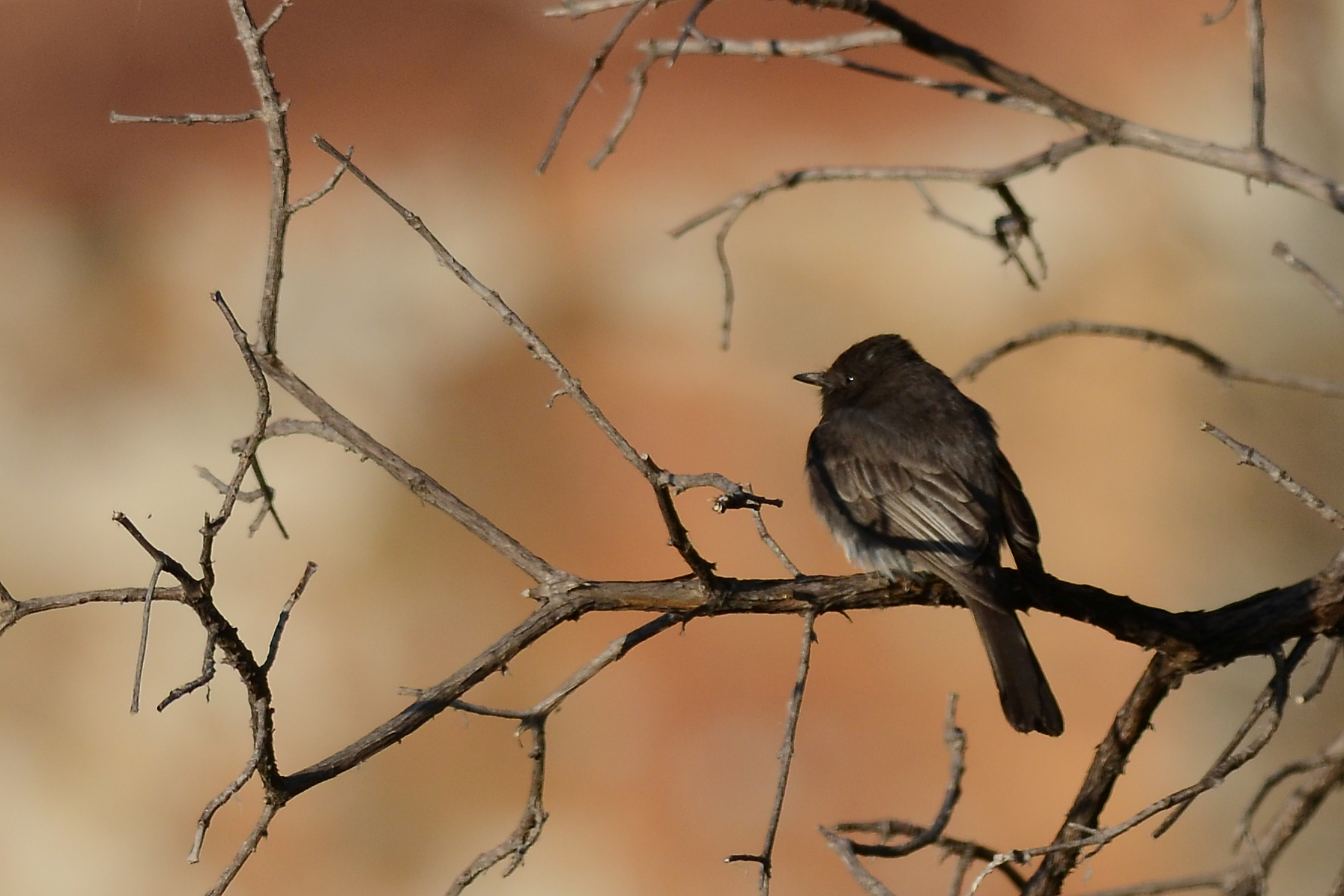
El papamoscas, ave endémica de Aculco.

Dentro de su fauna salvaje se distinguen: ardilla, armadillo, cacomixtle, tejón, mapache, conejo, coyote, zorrillo, gato montes, zorra, liebre, paloma, tuza, zorro, onza, gorrión jilguero, calandria, tigrillo, cardenal, canario, dominico, cenzontle, primavera, zopilote, aguililla, gavilán, gavilancillo lechuza y perros salvajes; además de gran variedad de insectos: abeja, jicote, avispa, guarucho y libélula; y arácnidos como capulina, tarántula y viuda negra.

### Recursos naturales
Cuenta con pequeños nacimientos de arena y grava que se depositan en el lecho de los ríos, así como yacimientos de cantera.

### Características y usos del suelo
Los suelos presentan cuatro variedades técnicas:
- Litosol. Relieve de rocas a poca profundidad con pastizales, y matorrales.
- Feozem. Las tierras oscuas de formación volcánica, para vegetación de bosques de clima templado, susceptible de erosión.
- Vertizol. Son los suelos arcillosos, duros fértiles y muy productivos.
- Planozol. En estos suelos se contemplan los pequeños valles.

La superficie total es de 46.570 hectáreas, de las cuales el 45% se destina a la agricultura; el 20,92% es de uso pecuario; el 19,48% al forestal. De las 9.071 hectáreas forestales, el 64% corresponde a bosques y el resto a superficie arbustiva. El resto de hectáreas es de uso urbano y otros. En cuanto a la tenencia de la tierra la predominante es la ejidal; le sigue la pequeña propiedad y finalmente la comunal.
Las cifras y su distribución porcentual reflejan la importancia del sector agrícola en el municipio. La categoría "otros" agrupa el uso industrial, cuerpos de agua y suelo erosionado.

## Gobierno y política
| Presidente municipal              | Periodo   |
| --------------------------------- | --------- |
| Vicente Sosa Alcántara            | 2000-2003 |
| Jesús Alejandro Aguilar Sánchez   | 2003-2006 |
| Francisco Javier Venancio Ramírez | 2006-2009 |
| Marcos Javier Sosa Alcantara      | 2009-2012 |
| Salvador del Río Martínez         | 2013-2015 |
| Aurora González Ledezma           | 2016-2018 |
| Jorge Alfredo Osornio Victoria    | 2019-2021 |

## Economía
La economía del municipio es básicamente rural, se siembran principalmente maíz además frijol de haba, trigo, avena y hortalizas entre las que destacan los sembradíos de lechuga, zanahoria y rábano.
Existen huertas frutícolas que producen diversas frutas para consumo local y externo, además de propiedades en donde se cría ganado bovino, ovino, porcino, caprino y equino, aparte de pequeñas granjas avícolas.
En el sector industrial hay empresas maquiladoras para producción de calcetín, telas y confección de ropa, transformadora de acero y artesanías en cantera. En la región, aparte de las microindustrias que alimentan a la población produciendo (tortilla, pan y chorizo) existen pequeñas factorías dedicadas a la producción y empaque de quesos, crema y demás derivados de la leche de vaca y cabra, una empresa del municipio que explota materiales de construcción (grava, arena y piedra laja).

### Turismo

Letrero promocional turístico de Aculco.

Junto a las montañas y entre espectaculares peñas y cascadas, Aculco es una de las poblaciones típicas más bellas del estado. Conserva los rasgos de su arquitectura tradicional llena de callejones y casas de amplios patios y corredores, construcciones sostenidas por columnas de cantera y calles empedradas. La plaza pública, el kiosco, la Presidencia Municipal, la plazuela Miguel Hidalgo, la casa donde pernoctó Hidalgo, la casa de la cultura, el mercado, las oficinas administrativas, el Oso y el Auditorio municipal son puntos dignos de conocerse.
Balneario Municipal. (Ubicado en las calles de Iturbide y Corregidora). Después de algún recorrido por las inmediaciones de la población, el Balneario Municipal, con su alberca olímpica, es el lugar ideal para practicar la natación o simplemente refrescarse; durante los periodos vacacionales se engalana con puestos de comida típica, artesanías y espectáculos musicales que complementan la diversión.
Los lavaderos, ubicado en las calles Pomoca esquina con Iturbide, en la cabecera municipal. Es un lugar de construcción antigua y sitio muy famoso en el pueblo pues giran en torno a él varias leyendas rurales, es allí donde se cruzan  2 corrientes de agua y brotan del subsuelo las aguas dulces y saladas que en tiempos históricos, abastecían a la población tanto para aseo personal y hasta para consumo. Se le han hecho ya varias remodelaciones y está inscrito como monumento histórico protegido.
Parroquia de San Jerónimo. Los conventos, iglesias y catedrales de la región llevan evidentemente la marca de la arquitectura ibérica del siglo XVI; sin embargo, el estilo barroco mexiquense evidencia, en algunos aspectos, la influencia de sus constructores indígenas. La parroquia de San Jerónimo se empezó a construir en 1540; en ella se observa la sencillez propia de los franciscanos y un estilo heredado del Medioevo europeo, contra fuertes y ventanas pequeñas; en 1674 se inicia otra etapa de construcción, con un estilo barroco modificado llamado “Tequitqui”. Los atractivos principales dentro el convento son un vistoso reloj de sol y una pintura de Miguel Cabrera, uno de los artistas más cotizados de la época virreinal, “La Última Cena”.

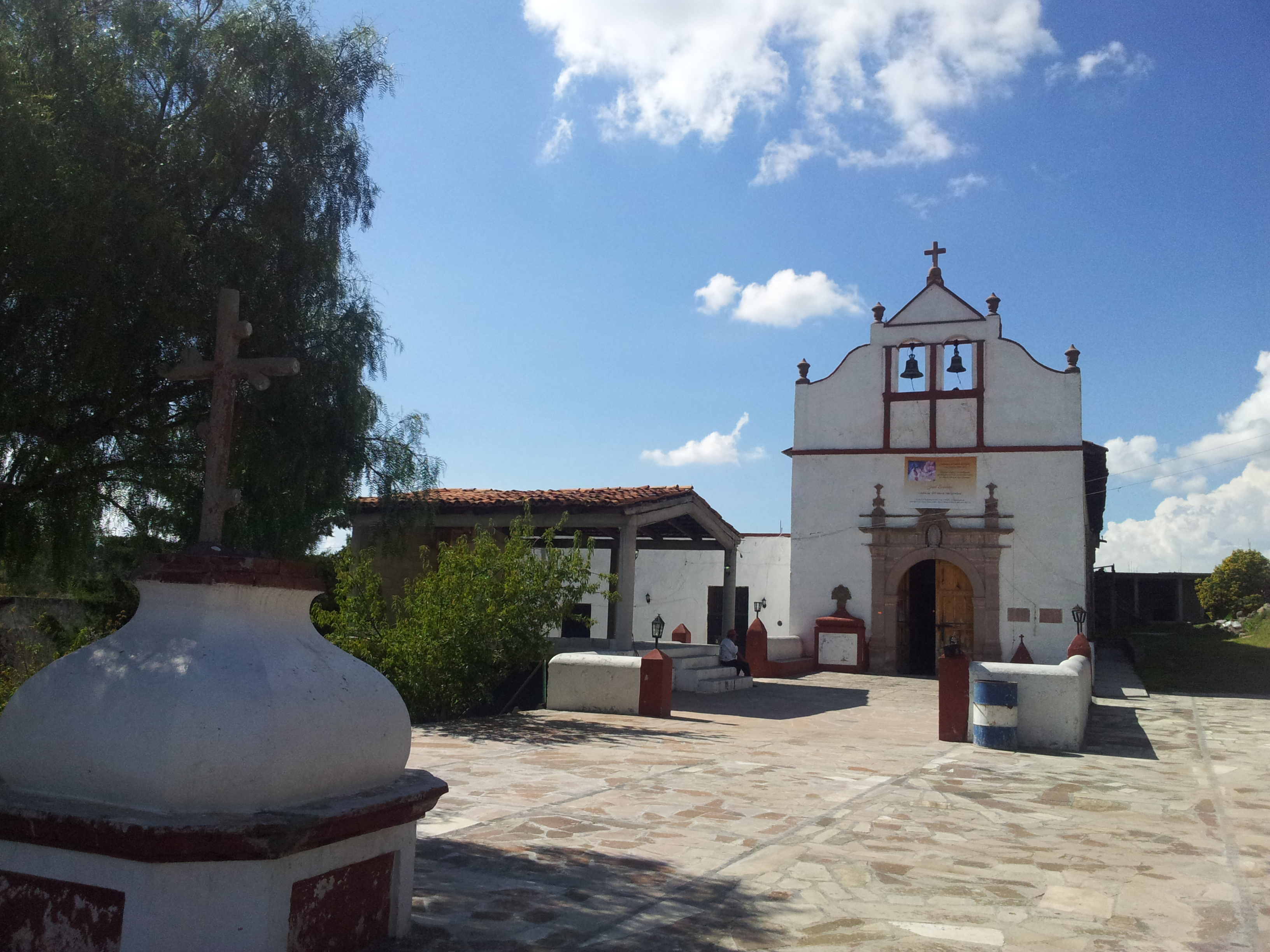
Capilla del Señor del Pasito.

Cascadas La Concepción y Tixhiñú. Sobre la carretera Aculco – Amanalco a 10 kilómetros de la cabecera municipal, en un paisaje rocoso resalta entre una barranca, una hermosa cascada que se nutre de las aguas de la presa Ñadó y corre sobre una calzada de columnas basálticas. En verano, el caudal hace de esta caída algo realmente impresionante, llega a alcanzar más de 25 metros de altura. Las paredes de basalto hacen de “La Concepción” el lugar perfecto para practicar rapel y el campismo. El salto de agua de Tixhiñú se encuentra ubicado 7 kilómetros al oeste de Aculco. El agua cae desde 15 metros de altura sobre magníficas columnas de piedra basáltica; el entorno está rodeado de árboles y arroyuelos. En temporada de lluvias, el salto de Tixhiñú es un espectáculo digno de verse, para apreciar la fuerza y la belleza de su caudal. No hay servicios.
Santuario del Señor de Nenthé. En este pequeño santuario de arquitectura moderna, se venera la imagen del Señor de Nenthé o “Señor del Agua” a quien se le atribuye un milagro. Según la leyenda, un día el viejo templo se incendió; los pobladores empezaron a buscar preocupados el paradero de la imagen; para su sorpresa la encontraron intacta al pie de una encina de la cual comenzó a brotar un manantial. Cuando la temporada de sequía es muy fuerte, los pobladores sacan la imagen para recorrer las calles del pueblo y hacer oración para que llueva.
La Peña de Ñadó, cuya altitud alcanza los 3.220 m s. n. m., es atractiva para la práctica del montañismo y alpinismo. La calzada que se encuentra muy cerca de la cabecera municipal, en la cual se puede disfrutar de un paseo tranquilo entre los árboles, hasta llegar a la iglesia de San Jerónimo que data de 1540. La presa del Tepozán es un territorio hermoso y poco explorado, así como los dos acueductos mejor conocidos como los Arcos que se encuentran uno sobre la carretera panamericana a unos 600 metros antes de la desviación de Aculco y el otro a 500 metros de ésta rumbo a la cabecera municipal.
Por sus atractivos, la cabecera municipal fue incluida en el año 2007 en el programa del gobierno estatal "Pueblos con Encanto del Bicentenario". El 1 de agosto de 2010, Aculco quedó integrado a la Lista del Patrimonio Mundial de la UNESCO como parte del itinerario cultural denominado "Camino Real de Tierra Adentro".

## Artesanías
En el municipio de Aculco emerge como un auténtico tesoro de tradición y creatividad, donde 519 artesanos entregan su pasión y destreza a cinco ramas artesanales esenciales. A continuación las siguientes ramas artesanales:
- Textiles: Las manos diestras de los artesanos dan vida a las carpetas tejidas con meticulosidad, cada hilo entrelazado contando una historia única. Los patrones y colores reflejan la identidad de Aculco y se convierten en lienzos de expresión cultural.
- Lapidaria y Cantera: En un ballet de precisión y destreza, las fuentes de piedra esculpidas por estos hábiles artesanos capturan la intrínseca elegancia natural de la región. Cada talla representa un homenaje a la tierra y una ventana a la habilidad humana.
- Gastronomía Artesanal: El amor por la cocina tradicional se convierte en conservas que resguardan en sus sabores los recuerdos y las tradiciones culinarias de Aculco. Cada frasco es un testimonio de la pasión por preservar la autenticidad de los sabores locales.
- Fibras Vegetales: Con un toque de magia en sus manos, los artesanos entrelazan fibras naturales para crear porta calientes que no solo protegen las manos, sino que también embellecen los hogares con su autenticidad y calidez.
- Alfarería y Cerámica: La destreza en la manipulación de la arcilla se refleja en los jarros de cerámica, piezas que conjugan funcionalidad y estética de manera magistral. Cada jarro es un testimonio de la maestría de los alfareros y su habilidad para transformar la materia en arte

## Infraestructura

### Energía eléctrica
Proporcionado por la CFE, la cual cubre con una línea trifásica a las comunidades de Aculco.

### Agua potable
El 100% de las comunidades, poseen agua potable entubada; es la zonas urbanas de mayor distribución del servicio, que actualmente existe una falta de suministro de viviendas indígenas que no poseen agua potable entubada y el servicio se suministra por pipa.

### Drenaje
En la cabecera municipal hay la mayor cobertura de pavimentación, en las zonas rurales aún existen calles sin pavimentar.

### Telecomunicaciones
- Telcel, Movistar, Unefón, AT&T.
- Correos y Telégrafos de México.

### Transporte
Antiguamente por el municipio de Aculco cruzó el Camino Real de Tierra Adentro, hoy en día declarado Patrimonio Cultural de la Humanidad y el pueblo de Aculco de Espinoza fue uno de los principales centros de abasto y ventas para la transportación, era una de las principales rutas comerciales que partía de la Ciudad de México hacia Santa Fe de Nuevo México y a la inversa.
La Autopista México-Querétaro cruza por el municipio de Aculco, una de las principales arterias del país, específicamente cerca de la localidad de Arroyo Zarco. También cruza por el municipio, la carretera estatal Toluca-Polotitlán, conectando a la cabecera municipal Aculco de Espinoza y otras pequeñas localidades del municipio.

## Demografía
El municipio de Aculco registró en el Censo de Población y Vivienda realizado en 2010 por el Instituto Nacional de Estadística y Geografía un total de 44,823 habitantes, de los que 22,043 son hombres y 22,780 son mujeres. Se registraron 1,061 nacimientos y 245 defunciones en el año 2013. En el año 2010 se contaron 10,510 hogares y de estos 2,333 con jefatura femenina.

### Localidades
En el municipio de Aculco se localizan un total de 125 localidades, siendo las principales y su población en 2010 las siguientes:
| Localidad                  | Población |
| Total Municipio            | 44 823    |
| San Lucas Totolmaloya      | 3 770     |
| San Jerónimo Barrio        | 2 322     |
| Gunyo Poniente             | 2 138     |
| Santa Ana Matlavat         | 1 869     |
| San Martín Ejido           | 1 852     |
| Aculco de Espinoza         | 1 823     |
| La Soledad Barrio          | 1 787     |
| San Pedro Denxhi           | 1 119     |
| El Mogote                  | 1 248     |
| La Presita Segundo Cuartel | 1 070     |
| El Colorado                | 1 001     |

### Desarrollo humano y social
En el año 2010, 5,602 familias son beneficiadas por el Programa de Desarrollo Humano y Oportunidades.

### Grupos étnicos
El grupo étnico predominante es el otomí, encontrándose en las localidades de San Antonio, San Joaquín Coscomatepec y Santiago. En el municipio hay 2.143 habitantes que hablan alguna lengua indígena, lo que equivale el 7,3%. Según el censo poblacional del año 2000, Aculco tenía 38.827 habitantes. La mayoría de sus habitantes son de ascendencia otomí.
De acuerdo a los resultados que presentó el II Conteo de Población y Vivienda, del 2005, en el municipio habitan un total de 2.824 personas que hablan alguna lengua indígena.

### Evolución demográfica
En el municipio los datos del censo general de población y vivienda de 1970 registran una población de 29.174 habitantes, con una tasa de crecimiento anual de 1,87%. Para 1980 tenía 24.231 habitantes y una tasa de crecimiento anual del orden de 2,26%. Esta situación refleja una ligera disminución de la tasa de incremento poblacional, que ha modificado el perfil demográfico del municipio.
Para 1990 el 5,89% de su población nació fuera del Estado de México. De la población nacida en el municipio mayor de 5 años, el 2,58% no residía en el Estado en 1985. En 1995 la población de esta entidad ascendió a 34.378 habitantes, registrando un crecimiento anual de 2,95%. Se estima que en el año 2000 llegue a 39.757 habitantes.
En el año 2000, de acuerdo con los resultados preliminares del censo general de población y vivienda efectuado por el INEGI, existían en el municipio un total de 38.856 habitantes, de los cuales 18.976 eran hombres y 19.880 mujeres; estas cifras representan el 49% para el sexo masculino y el 51% para el femenino.
De acuerdo a los resultados que presentó el segundo conteo de población y vivienda (2005), el municipio cuenta con un total de 40.492 habitantes.

### Religión
La religión predominante es la católica y con menor presencia otras asociaciones religiosas. En esta entidad hay 23.125 habitantes que profesan la religión católica (93,4% del total de la población), 1.004 habitantes pertenecen a la religión evangélica (4,1%) y el restante pertenece a otras religiones.

## Educación
Hay un registro total en el año 2010 de 159 escuelas de educación básica y media superior.
Población  de 5 años de edad y más con primaria en el año 2010 es 18,482 personas
Hay un conteo total de 5 bibliotecas públicas en el año 2011 y un total de 21,427 consultas realizadas en estas.
En el municipio se cuenta con 66 planteles de educación preescolar, 53 de primaria, 22 de secundaria y un bachillerato (CECYTEM), una preparatoria regional y 2 preparatorias oficiales con un total de 539 maestros que atienden a 10,303 (1996/1997). Se estima que el 18,7% de la población es analfabeta.

## Cultura y Patrimonio

### Fiestas, danzas y tradiciones
De las fiestas cívicas que celebra el municipio se encuentra la del 5 de febrero, en la cual las escuelas organizan un desfile y un programa alusivo al acto.
- El 19 de febrero se festeja la erección del municipio y se realiza una ceremonia alusiva al día.
- El 24 de febrero se iza la bandera a toda asta y se lleva una ofrenda floral al monumento de la enseña patria.
- El 21 de marzo las escuelas preparan un gran festival con carros alegóricos y desfile.
- El 15 de septiembre se lleva a cabo una verbena popular, palo encebado, juegos pirotécnicos, el grito de Independencia y finalmente el tradicional baile de coronación a la reina de las fiestas patrias.
- El 16 de septiembre se lleva a cabo el desfile patrio acompañado de un gran programa alusivo, se realizan también competencias deportivas y termina con una noche mexicana y con un baile popular.

- El 17 de septiembre es el “día de la fraternidad aculquense" en el que se realizan las reuniones de las familias de Aculco, para convivir en un día de campo. Se llevan a cabo entre otras actividades carreras de caballo en el lugar denominado "El Carril" de la comunidad de Cofradía, asistiendo también varias personas de comunidades y municipios circunvecinos así como la mayoría de las autoridades del lugar.
- Una de las tradiciones más arraigadas en el municipio es la representación escénica de la Semana Mayor, iniciando el Jueves Santo y culminando con la misa de Gloria; así como las celebraciones que se llevan a cabo desde 1702 en el Santuario del Señor de Nenthé, año en que se encuentra la imagen enterrada al pie de unos encinos y junto a un arroyo de agua cristalina.

- En la Semana Santa también se realizan los ya tradicionales pulque-tour, rally, juego de pelota y toreo de vaquillas, que no tienen una fecha definida, pero generalmente son el Jueves, Viernes y Sábado Santo, respectivamente. Como parte también de las tradiciones de la Semana vacacional, el día Miércoles Santo se lleva a cabo la Entrega del Huarache de Oro, que consiste en premiar a los más populares del municipio: el más borracho, la familia rara, la pareja del año, la más bonita, el mandilón, etc.

- El 30 de septiembre se continúa por tradición festejando al santo patrono San Jerónimo, a quien celebran con gran algarabía y danzas (santiagueros y concheros) y quema de castillo dentro de las festividades religiosas; así como feria cultural, agrícola y ganadera, juegos y diversión familiar; también se lleva a cabo la tradicional corrida de toros.

## Deporte
En Aculco se vive y se practica ampliamente en deporte nacional, la Charrería. Existen varios lienzos charros: El Garrido Varela en la cabecera municipal, y en las comunidades aledañas: El lienzo "Eleazar Osornio Padilla" (sede del equipo "Fuerza Mexiquense"), el lienzo charro del Comal en Arroyo Zarco y algunas otras también propiedades privadas como Rancho San José y Hacienda de Cofradía Grande. Se llevan a cabo continuamente en el municipio torneos estatales, regionales y torneos de excelencia charra de nivel nacional, así como infinidad de charreadas amistosas y de práctica.

## Gastronomía
El municipio de Aculco se ha convertido en uno de los preferidos en la compra de estos productos; para continuar con esta tradición las familias dedicadas han innovado en sus productos creando incluso una bebida energética a base de los sueros de queso. En su mayoría son negocios familiares, pero algunos que se han transformado en pequeñas y medianas empresas, donde se elaboran quesos de diferentes tipos, sabores y precios que les permiten competir con grandes empresas
Además cuenta con un local en el Mercado del Queso, ubicado en el centro de Aculco o en su página de Facebook, con el mismo nombre. Una de las integrantes de “Derivados Lácteos Dianahí”, María de los Ángeles Gómez Escobar, explicó que por más de cuatro generaciones, Aculco se ha distinguido en la producción de quesos y derivados, tradición que surgió en 1970.

## Núcleos agrarios
En Aculco,  de Acuerdo a la página del RAN hay 21 ejidos y 2 comunidades certificados. Uno de esos ejidos certificados es el Ejido San Jerónimo del cual se puede encontrar información en el siguiente enlace https://www.maderalegal.com.mx/ejidosanjeronimo/